# Santanaite
La santanaite è un minerale.